# 우르줄라 안드레스
우르줄라 안드레스(독일어: Ursula Andress, 1936년 3월 19일 ~ )는 스위스의 배우, 모델이다. 007 영화 시리즈의 첫 번째 작품 《007 살인번호》의 본드걸 허니 라이더 역을 통해 전 세계적인 스타가 되었다. 이후 또 다른 007 영화인 《007 카지노 로얄》에 베스퍼 린드 역으로도 출연하였다. 당시 최고의 섹스 심벌 중 한 명이었다.

## 출연
- 007 살인번호 (1962) - 허니 라이더 역
- 아카풀코의 추억 (1963)
- 포 포 텍사스 (1963)
- 고양이 (1965) - 리타 역
- 제10의 도망자 (1965)
- 대야망 (1966)
- 007 카지노 로얄 (1967) - 베스퍼 린드 역
- 남자들이 조심해야 할 여덟가지 타입의 여자 (1979)
- 타이탄 족의 멸망 (1981)